# I hennes majestäts hemliga tjänst
I hennes majestäts hemliga tjänst (originaltitel: On Her Majesty's Secret Service) är en brittisk actionfilm från 1969. Det är den sjätte James Bond-filmen, och den enda med George Lazenby i huvudrollen.

## Titeln
Titeln syftar på att James Bond är anställd av den engelska underrättelsetjänsten, som från början var kungahusets spioner. Originaltiteln på engelska är On Her Majesty’s Secret Service.

## Handling
Bond räddar en kvinna från att begå självmord, men kvinnan flyr. Han blir intresserad och följer efter henne, och upptäcker att hon heter Teresa "Tracy" di Vicenzo och att ett gäng skurkar överfaller honom varje gång de träffas. Det visar sig att hon är dotter till ledaren för ett europeiskt brottssyndikat, Marc Ange Draco. Draco försöker övertala Bond att gifta sig med henne, och utlovar både en miljon - och Bonds ärkefiende Ernst Stavro Blofelds hemvist.
Eftersom Bonds chef M tar ifrån honom jobbet att leta upp Blofeld, tar Bond semester och får hjälp av Draco att spåra Blofeld via en heraldiker som Blofeld kontaktat angående titeln 'Comte Balthazar de Bleuchamp'. Bond får låna heraldikerns identitet för att besöka Blofeld och se vad han håller på med.
Blofeld har startat en klinik i Alperna i Schweiz, med (enbart kvinnliga) patienter från hela världen. Bond inser snart att patienterna ska användas för att föra bakteriologisk krigföring mot världen, men blir infångad innan han hinner varna någon.

## Rollista
| George Lazenby    | – James Bond                   |
| Diana Rigg        | – Teresa di Vicenzo/Tracy Bond |
| Telly Savalas     | – Ernst Stavro Blofeld         |
| Gabriele Ferzetti | – Marc Ange Draco              |
| Ilse Steppat      | – Irma Bunt                    |
| Lois Maxwell      | – Miss Moneypenny              |
| George Baker      | – Sir Hilary Bray              |
| Bernard Lee       | – M                            |
| Bernard Horsfall  | – Campbell                     |
| Desmond Llewelyn  | – Q                            |
| Angela Scoular    | – Ruby Bartlett                |
| Catherine Schell  | – Nancy                        |
| Yuri Borienko     | – Grunther                     |
| Virginia North    | – Olympe                       |
| Geoffrey Cheshire | – Toussaint                    |

Patienterna på Blofelds klinik spelades av Angela Scoular, Julie Ege, Catherine Schell, Mona Chong, Sylvana Henriques, Dani Sheridan, Joanna Lumley, Zaheera, Anouska Hempel, Ingrid Back, Helena Ronee och Jenny Hanley.
Diana Rigg är en av ytterst få Bond-brudar som är äldre än den Bond hon spelar mot. De andra exemplen är Honor Blackman som Pussy Galore i Goldfinger och Monica Bellucci i Spectre.

## Produktion

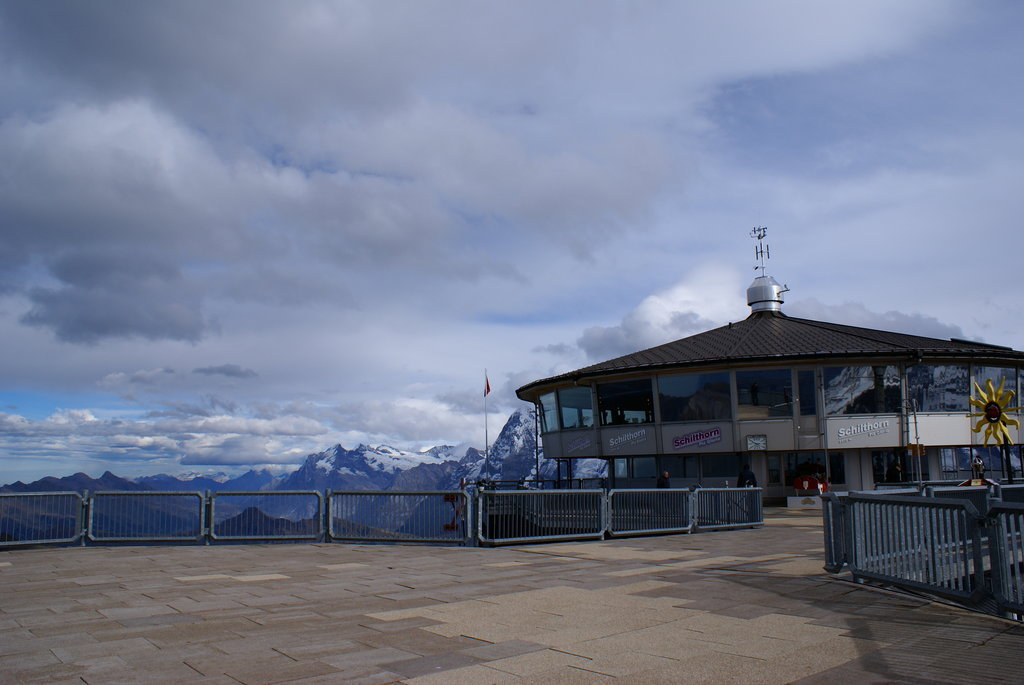
Piz Gloria, Blofelds gömställe, är numera en turistattraktion.

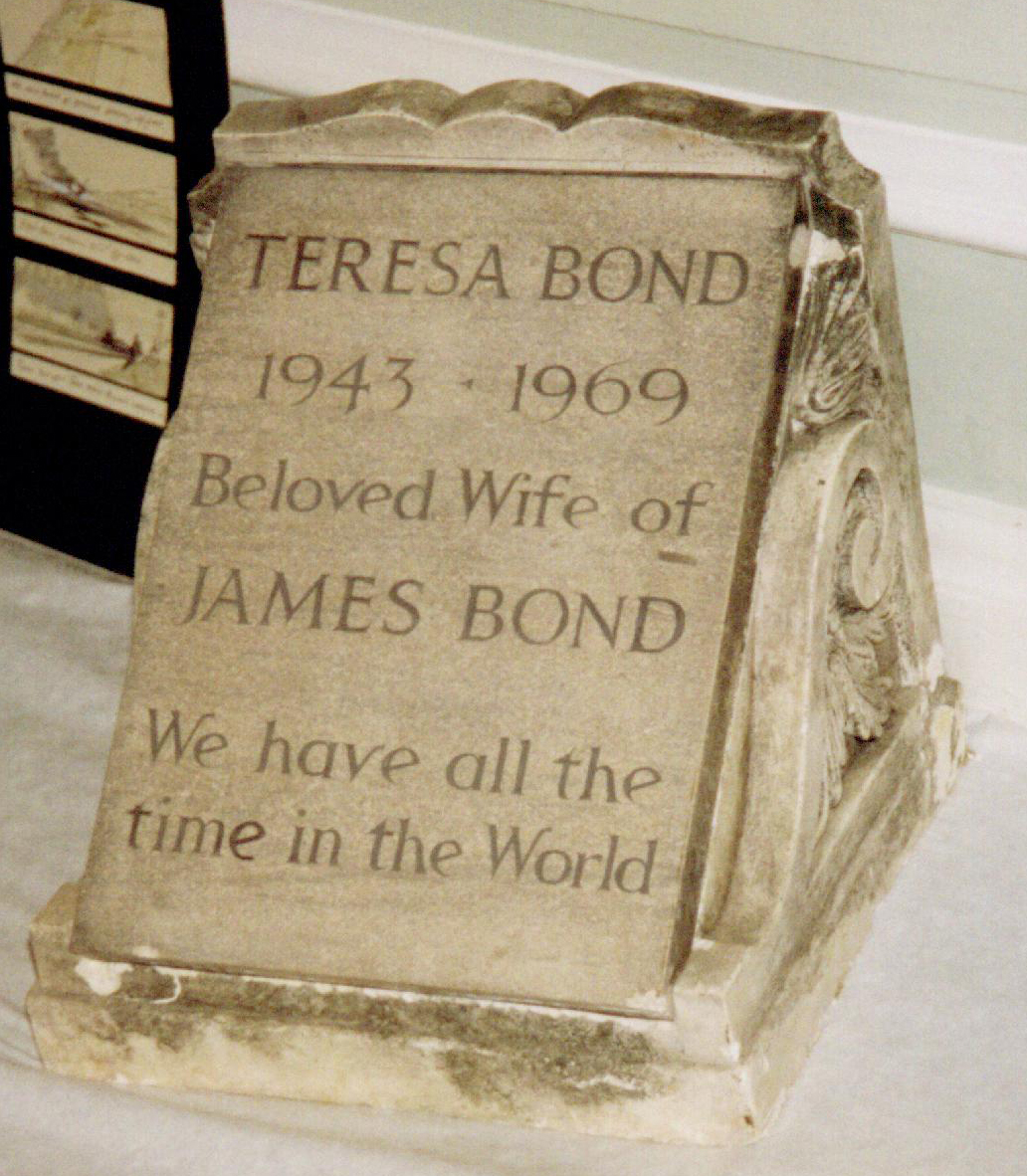
Teresa Bonds gravsten, såsom den visas i Ur dödlig synvinkel.

### Förproduktion
Filmen skulle egentligen ha filmats två gånger tidigare; först efter Goldfinger (tidiga versioner av filmen annonserar till och med det) och sedan efter Åskbollen. 
Man filmatiserade böckerna I Hennes Majestäts hemliga tjänst och Man lever bara två gånger i omvänd ordning jämfört med hur de skrevs. När Blofeld (som träffade Bond i Man lever bara två gånger) möter Bond igen, undgår han att känna igen Bond trots att Bonds förklädnad enbart består av ett par glasögon och ett annat yrke (heraldiker). Det fanns planer på att låta James Bond genomgå plastikkirurgi efter Man lever bara två gånger för att fly från fienden och för att underlätta för publiken att acceptera Lazenby i rollen. Denna idé användes istället på ett annat sätt i Diamantfeber.  

#### Den andre Bond
1967, efter fem framgångsrika Bond-filmer, hoppade Sean Connery av för att spela andra roller. Albert R. Broccoli valde först Timothy Dalton som Connerys efterträdare, men Dalton tyckte att han var för ung och att Connery var för bra för att efterträda. Broccoli valde då den australiensiske fotomodellen George Lazenby (efter att Lazenby ordnat ett "slumpartat" möte där han medvetet klätt sig som Bond). 
Eftersom Lazenby var både oerfaren som skådespelare och praktiskt taget okänd, vidtog EON Productions en rad åtgärder för att säkra filmens framgång. Som Bondbrud valdes den rutinerade Diana Rigg i en film som är fylld av långa actionsekvenser. Marknadsföringen handlade dessutom mer om James Bond som figur än om skådespelaren som spelar honom. Flera reklamfilmer hade en "ansiktslös" Bond. Senare ansågs det vara en av orsakerna till att filmen gick så dåligt.

### Filminspelningen
Inspelningen gjordes på flera platser, främst Schweiz. Byggnaden som användes som Blofelds klinik, Piz Gloria, är en restaurang, på Schilthorns topp. Den enda vägen dit är linbana. Eftersom ägarens pengar hade tagit slut, åtog sig EON Productions att färdigställa byggnaden mot att de fick filma ostört där.
Flera scener spelades som vanligt för Bondfilmerna in på Pinewood studios utanför London, England. 
Filmen gör flera återblickar till tidigare Bond-filmer; en städare på Dracos kontor visslar ledmotivet från Goldfinger, saker från bland annat Agent 007 med rätt att döda (Honey Riders kniv), Åskbollen (Qs minilufttub) och Agent 007 ser rött (Grants strypklocka) visas upp när Bond funderar på att säga upp sig, etc. Den scenen är också den första och hittills enda gången vi får se Bonds kontor.
I den här filmen får vi reda på att Bonds familjs motto är The World is Not Enough, vilket blev namnet på den nittonde Bond-filmen (se Världen räcker inte till).

## Efterproduktion
Filmen klipptes av John Glen.
Förtexterna till filmen filmades av Maurice Binder.

## Musik

### Sånger
Titelmelodin skrevs av John Barry. För första gången sedan Agent 007 ser rött (1963) var temat instrumentalt. Dessutom förekommer sången "We have all the time in the world" (John Barry/Hal David), som framförs av Louis Armstrong.

### Soundtrack
Övriga soundtracket skrevs av John Barry.

#### Originalversion
1. "We Have All the Time in the World" – Louis Armstrong
2. "This Never Happened to the Other Feller"
3. "Try"
4. "Ski Chase"
5. "Do You Know How Christmas Trees Are Grown?" – Nina van Pallandt
6. "On Her Majesty's Secret Service (Main Title)"
7. "Journey to Blofeld's Hideaway"
8. "We Have All the Time in the World (Instrumental)"
9. "Over and Out"
10. "Battle at Piz Gloria"
11. "We Have All the Time in the World/James Bond Theme"

#### Remastrad version
1. "We Have All the Time in the World" – Louis Armstrong
2. "This Never Happened to the Other Feller"
3. "Try"
4. "Ski Chase"
5. "Do You Know How Christmas Trees Are Grown?" – Nina van Pallandt
6. "On Her Majesty's Secret Service (Main Title)"
7. "Journey to Blofeld's Hideaway"
8. "We Have All the Time in the World (Instrumental)"
9. "Over and Out"
10. "Battle at Piz Gloria"
11. "We Have All the Time in the World/James Bond Theme"
12. "Journey to Draco's Hideaway" [2]
13. "Bond and Draco"
14. "Gumbold's Safe"
15. "Bond Settles In"
16. "Bond Meets the Girls"
17. "Dusk at Piz Gloria"
18. "Sir Hilary's Night Out (Who Will Buy My Yesterdays?)"
19. "Blofeld's Plot"
20. "Escape from Piz Gloria"
21. "Bobsled Chase"

## Mottagande
Trots att filmen inte gick lika bra som de tidigare fem officiella Bond-filmerna (men inte så dåligt som vissa kritiker hävdar), menar många kännare att I hennes majestäts hemliga tjänst är en av de bästa Bond-filmerna och att Lazenbys rolltolkning ligger väldigt nära Ian Flemings Bond. Vid premiären kritiserades Lazenby för att han inte var (tillräckligt) lik Connery och för att det inte fanns någon gnista mellan honom och Diana Rigg.
Efter alla klagomål blev Lazenby ointresserad av att fortsätta spela Bond, och menade att den smokingklädde hemlige agenten skulle bli föråldrad under det frigjorda 1970-talet. Han lovades ett sjufilmskontrakt och betalades ett förskott, men återbetalade summan och hoppade av. I protest dök han upp under vissa presskonferenser med helskägg. I efterhand har han beklagat de dåliga rådgivare han då omgav sig med.
Filmen hade svensk premiär 18 december 1969 på biograferna Rigoletto, Rival, Riverside, Ri-Paraden och Ri-Cora i Stockholm.
Trots att Bond får sin hämnd på Blofeld i Diamantfeber (även om det skulle visa sig att det misslyckades ändå) nämns inte Teresa/Tracy vid namn i den filmen. Det skulle dröja ända tills Älskade spion innan hon alluderades till, och fram till Ur dödlig synvinkel innan hennes namn förekom igen.